# Francisco Januário Salerno

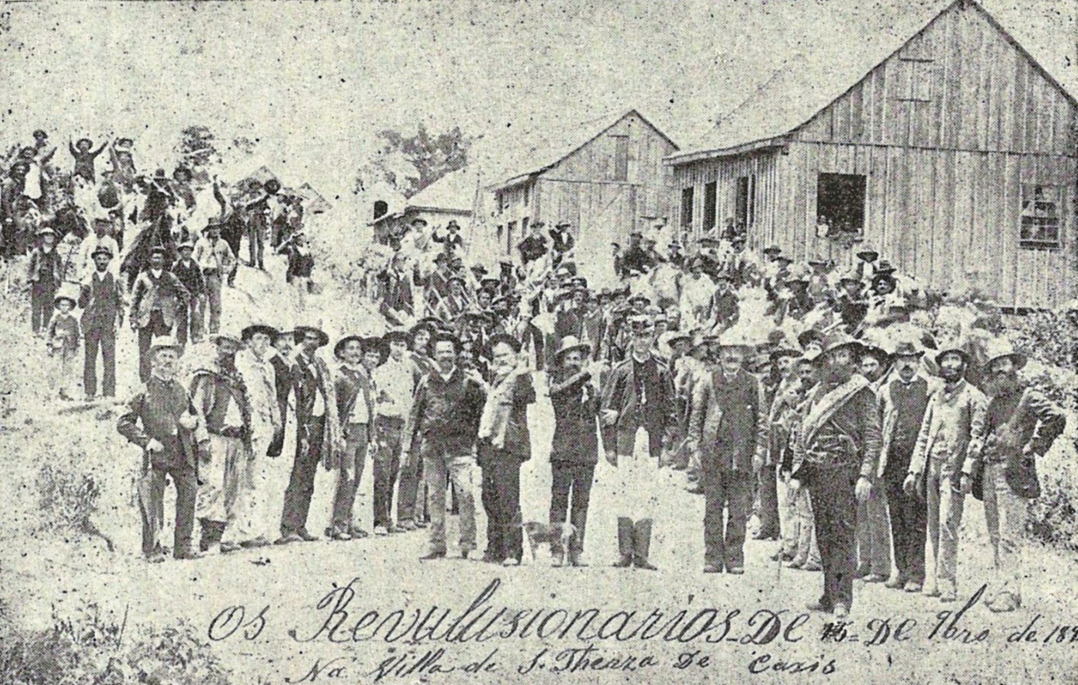
Líderes da primeira Revolta dos Colonos. No primeiro plano, ao centro, de farda, o delegado de polícia Francisco Januário Salerno, e à extrema direita, com uma faixa ao peito, o chefe dos revoltosos, Afonso Amabile.

Francisco Januário Salerno (Itália, ? — Caxias do Sul, 19 de novembro 1892) foi um comerciante, policial e revolucionário ítalo-brasileiro.
Sua vida é mal documentada. Chegou ao Brasil na década de 1870 e é encontrado primeiramente na colônia de Taquara do Mundo Novo, onde foi processado em 1880 por recusar-se a entregar para tutela um menor negro que mantinha em sua casa, sendo absolvido. Nesta época estava amasiado com Maria Carlota da Costa Torres.
Em julho de 1889 foi nomeado inspetor escolar da freguesia de Caxias, onde estabeleceu casa comercial. Foi dispensado da Inspetoria Escolar em 17 de dezembro, em 17 de janeiro de 1890 fundou em assembleia reunida em sua casa o Club Republicano, associado ao Partido Republicano Rio-Grandense, sendo aclamado presidente, e um ano depois era delegado de polícia, ganhando notoriedade como um dos líderes da Revolta dos Colonos, que eclodiu em 26 de novembro de 1891 contestando a política da Junta Governativa instalada pelo Governo do Estado, a cobrança de impostos atrasados com juros e multas e as más condições das estradas. Os revoltosos derrubaram a Junta e em seu lugar instalaram uma Junta Revolucionária, presidida por Salerno.
O poder foi devolvido à Junta Governativa em 14 de dezembro, mas a tensão permaneceu. Em 9 de janeiro de 1892 o primeiro Conselho Municipal, empossado em 15 de dezembro anterior, enviou um ofício ao Governo estadual protestando que não estava podendo deliberar porque Salerno havia esvaziado a sede legislativa de seus equipamentos e móveis e que a vila encontrava-se na maior anarquia. Salerno recebeu ordem de devolver os bens do Conselho e permitir seu funcionamento, mas negou-se. Além disso, publicou um edital, onde se auto-intitulava Intendente, pregando que a população não pagasse os impostos, fazia discursos nas vias públicas no mesmo teor e mandou emissários para a zona rural a fim de divulgar suas ordens. O delegado estadual de polícia Francisco Nabuco Varejão por fim conseguiu em 18 de março de 1892 que o material apreendido do Conselho fosse devolvido. Todavia, os enfrentamentos continuavam, e em 25 de junho levantou-se uma segunda revolta, novamente liderada por Salerno e Affonso Amabile, que derrubaram o Conselho e exigiram a entrega dos arquivos públicos. Devido ao apoio do bacharel Manuel Claudino de Mello e Silva e do juiz distrital Miguel Antônio Dutra Neto, a resistência dos conselheiros foi inútil, assumindo o poder outra Junta Revolucionária, composta por Luiz Pieruccini, Domingos Maineri e Vicente Rovea. A crise só foi superada quando Antônio Xavier da Luz foi nomeado intendente em 5 de julho de 1892, levando para a vice-intendência Luiz Pieruccini. Na mesma data o Conselho foi reempossado.
Salerno faleceu endividado, em 19 de novembro do mesmo ano. Não casou, mas deixou o filho Francisco Nicolau, que foi dentista, fundador e primeiro diretor do jornal Cidade de Caxias, tenente-coronel da Guarda Nacional, coletor estadual de impostos, um dos fundadores e primeiro presidente do Tiro de Guerra e também fez carreira na polícia, sendo delegado.